# Alfredo Pacini
Alfredo Pacini (né le 10 février 1888 à Capannori, en Toscane, et mort le 23 décembre 1967 à Rome) est un cardinal italien de l'Église catholique du XXe siècle, créé par le pape Paul VI.

## Biographie
Alfredo Pacini étudie à Lucques. Il fait du travail pastoral dans le diocèse de Lucques et y est professeur au séminaire. Il est aumônier militaire pendant la Première Guerre mondiale et exerce des fonctions dans plusieurs nonciatures. En 1946 il est nommé nonce apostolique à Haïti et en République dominicaine (en).
Pacini est élu archevêque titulaire de Germia (de) en 1946. Il est nonce apostolique en Uruguay (en) en 1949 et en Suisse en 1960. Il assiste au concile Vatican II.
Le pape Paul VI le crée cardinal lors du consistoire du 26 juin 1967.

## Succession apostolique
Alfredo Pacini a ordonné les évêques suivants :
- Évêque Lewis van der Veen Zeppenfeldt (nl), O.P. (1948)
- Évêque José Maria Cavallero (de) (1952)
- Évêque Luis Baccino (es) (1956)
- Évêque Antonio Corso (es) (1958)